# Rebelião Miao (1854-1873)
A Rebelião Miao de 1854 - 1873 foi uma revolta da etnia Miao na província de Guizhou durante o reinado da dinastia Qing. A revolta foi precedida pelas rebeliões Miao em 1735-1736 e em 1795-1806, e foi um dos muitos distúrbios étnicos que assolaram a China no século XIX. A rebelião estendeu-se dos períodos de Xianfeng e de Tongzhi a dinastia Qing, e acabou por ser reprimida com força militar. Estimativas colocam o número de vítimas como elevada com 4,9 milhões de uma população total de 7 milhões de pessoas, embora esses números são provavelmente exagerados.
A rebelião resultou de uma variedade de agravos, incluindo antigas tensões étnicas com chineses han, a má administração, a pobreza extrema e a concorrência crescente por terras aráveis.  A erupção da Rebelião Taiping levou a dinastia Qing a aumentar a tributação, e simultaneamente retirar tropas da região já inquieta, permitindo assim o desenrolar de uma rebelião.
O termo "Miao" não denota apenas os antecedentes da atual minoria nacional Miao, é um termo bem mais geral, que foi usado pelos chineses para descrever várias tribos aborígines das montanhas de Guizhou e outras províncias do sudoeste da China, que compartilham alguns traços culturais.  Eles consistiam de 40-60% da população da província.